# Otto Nüssler
Otto Nüssler (* 28. November 1927 in Wiesbaden; † 5. Mai 1999 ebenda) war ein deutscher Sprachforscher und Sprachpfleger. Er wurde durch seine wissenschaftlichen Verdienste, die er auf dem Felde der deutschen Sprache erworben hat, bekannt.

## Leben

### Familie
Otto Nüssler wuchs als jüngster von drei Söhnen von Gottlieb Nüssler und Blandina Nüssler, geb. Linz, in Wiesbaden auf.
Am 22. Dezember 1948 heiratete er Hella Geuder (* 27. April 1926; † 21. Februar 2022), mit ihr war er bis zu seinem Tode verheiratet.
Aus der Ehe gingen 2 Söhne und 4 Töchter hervor, die älteste Tochter Maria verstarb noch am Tage ihrer Geburt am 3. Februar 1950.

### Berufliches Wirken
Im Anschluss an das Abitur an der Gutenbergschule in Wiesbaden arbeitete Nüssler als Korrektor.
Von 1957 bis 1965 oblag ihm die Leitung der Dudenmitarbeit deutscher Korrektoren.
Während seiner Tätigkeit als Korrektor war Nüssler in der deutschen Druckindustrie Schriftleiter der Publikation „Sprachwart“, Monatsblätter der Korrektoren in der IG Druck und Papier. Zur Redaktion der Zeitschrift „Sprachwart“ gehörte ein telefonischer und brieflicher Sprachberatungsdienst, den Nüssler bis 1969 allein bestritten hat.
1965 übernahm er die Geschäftsführung der Gesellschaft für deutsche Sprache.
1965 bis 1985 war Nüssler Schriftleiter der Zeitschriften „Muttersprache“ und „Der Sprachdienst“ (herausgegeben von der GfdS).
Er wirkte in diesen Jahren in zahlreichen Gremien und Ausschüssen, wie z. B. im Normenausschuss des Deutschen Instituts für Normung, im AsKI und im Deutsch-Schweizerischen Sprachverein, mit.
Vor Drucklegung von Werken, wie z. B.  das  „Deutsche Wörterbuch“ von Gerhard Wahrig, bzw. Brockhaus/Wahrig oder „Das deutsche Wort“ von Richard Pekrun war Nüssler sprachberatend hinzugezogen.
Von August 1976 bis kurz vor seinem Tod erschienen von ihm weit über 1000 Sprachglossen im Darmstädter Echo („Sprachecke“).
Nüssler war Vorsitzender der Rechtschreibkommission der GfdS, in dieser Funktion war er beteiligt an den Vorbereitungen und der Leitung des Internationalen Wiener Kolloquiums über „Die Zukunft der deutschen Rechtschreibung“ (2. bis 4. Oktober 1980). Außerdem hat er die GfdS in Rechtschreibfragen auf mehreren Kongressen und in der zuständigen Kommission des Instituts für deutsche Sprache vertreten.
Der Deutschlandfunk sendete zwischen 1980 und 1982 mehrere von ihm verfasste Beiträge innerhalb der Sendereihe „Deutsch für Deutsche“.
Er arbeitete an der ersten Einheitsübersetzung der Heiligen Schrift in den 1970er Jahren mit.

## Ehrungen
Die Philipps-Universität Marburg verlieh ihm am 21. April 1982 in Anerkennung seiner langjährigen Bemühungen um die Sprachpflege und seiner Beiträge zur deutschen Gegenwartssprache die Ehrendoktorwürde im Fachbereich „Allgemeine und germanistische Linguistik und Philologie“.
Für seine sprachberatende Mitarbeit an der Einheitsübersetzung der Bibel wurde er von Joseph Kardinal Höffner 1978 mit der Bonifatius-Medaille der deutschen Bischofskonferenz geehrt.

## Werke (in Auswahl)
- Internationales Handbuch der Vornamen, Verlag für Standesamtswesen 1. Aufl. 1986, ISBN 978-3-8019-5624-0
- Internationales Handbuch der Vornamen, Teil: Rückläufig sortiertes Register, Verlag für Standesamtswesen 1. Aufl. 1987, ISBN 978-3-8019-5630-1
- Semmeln und Knödel: Glossen, Verlag für Dt. Sprache, Wiesbaden 1983, ISBN 978-3-88228-006-7
- Mündige Leute, GfdS Wiesbaden, 1985, ISBN 978-3-924882-01-3
- Nur die Wörter sind harmlos, GfdS Wiesbaden 1985, ISBN 978-3-924882-02-0
- Das Sprachreinigungsgesetz; in: Der Sprachdienst, XX (1976) S. 19–21; Nachdruck in Peter Braun (Hrsg.) Fremdwortdiskussion, München 1979, S. 186–189
- Die Sprachpfleger und die Bibel, in: Anzeiger für die katholische Geistlichkeit, LXXXVII (1978), S. 88–96; Nachdruck in: Der Sprachdienst XXII (1978) S. 49–57
- Normempfehlungen für die Mediensprache: Grundsätze, Grenzen, Ziel; in: Deutsche Akademie für Sprache und Dichtung (Hrsg.) Der öffentliche Sprachgebrauch, Bd. 1: Die Sprachnorm-Diskussion in Presse, Hörfunk und Fernsehen; Stuttgart 1980, S. 98–105
- Korrektoren im Wandel der Zeiten – Luther im Kreise seiner Korrektoren -; in „Sprachwart“, IX I.: S. 70–73; II.: S. 100–102; III.: S. 156–158